# Los Banos
Los Banos – miasto w Stanach Zjednoczonych, w stanie Kalifornia, w hrabstwie Merced.